# Crassigyrinus
Crassigyrinus je rod vyhynulého masožravého tetrapoda, který žil na počátku období Karbonu (asi před 350 až 330 miliony let). Fosilie krasigyrina jsou známy ze Skotska a Západní Virginie.

## Rozměry
Crassigyrinus byl dlouhý 1,5 až 2 metry. Jeho končetiny však dosahovaly délky pouhých 35 milimetrů.

## V populární kultuře
Crassigyrinus je objevuje v páté epizodě fiktivně dokumentárního seriálu Prehistorický park. Zde je správně vyobrazen jako masožravý obojživelník s velmi dlouhými čelistmi.